# Hamburg Towers
O Hamburg Towers GmbH é um clube empresa de basquetebol masculino com sede em Hamburgo, Alemanha que atualmente disputa a BBL. O clube manda seus jogos na edel-optics.de-Arena com capacidade para 3.400 espectadores. O clube que possui contrato de patrocínio com a empresa multinacional francesa Veolia Environnement e passou a chamar-se Veolia Hamburg Towers.

## Histórico de Temporadas
| Temporada | Nível | Liga | Pos. | Resultado         | Competições europeias |
| --------- | ----- | ---- | ---- | ----------------- | --------------------- |
| 2014–15   | 2     | ProA | 8    | Quartas de Finais |                       |
| 2015–16   | 2     | ProA | 5    | Quartas de Finais |                       |
| 2016–17   | 2     | ProA | 9    |                   |                       |
| 2017-18   | 2     | ProA | 10   |                   |                       |
| 2018-19   | 2     | ProA | 4    | Promovidocampeão  |                       |
| 2019-20   | 1     | BBL  | 17   |                   |                       |
| 2020-21   | 1     | BBL  | 7    | Quartas de Finais |                       |
| 2021-22   | 1     | BBL  | 7    | Quartas de Finais | 2 EuroCopa OF         |
| 2022-23   | 1     | BBL  |      |                   | 2 EuroCopa OF         |

## Ligações Externas
- Hamburg Towers no Facebook
- Hamburg Towers no X
- Hamburg Towers no Instagram